# Eden Games
Eden Games (вим. «іден ґеймс»; до 2003 року називалась Eden Studios) — компанія, яка спеціалізується на розробці відеоігор; є дочірнім підприємством компанії Atari (холдинг включає в себе також студії Cryptic Studios і Atari Interactive). Офіс компанії розташований у місті Ліон, Франція. До найвідоміших розробок Eden Games належать автомобільні симулятори Test Drive Unlimited (2007) і Test Drive Unlimited 2 (2011), а також Alone in the Dark 2008 року. 

## Історія
Компанія заснована Стефаном Боде, Фредеріком Же й Девідом Надалем 1998 року. 
У квітні 2002 року Infogrames повністю придбала Eden Studios. Протягом цього періоду компанія продовжувала розробляти гоночні ігри, такі як Test Drive Unlimited і її продовження, Test Drive Unlimited 2, а також наважувалася на інші жанри ігор, наприклад Kya: Dark Lineage.
Atari оголосила, що протягом квітня 2011 року вони звільнили понад 51 з 80 співробітників, які працювали в студії, що призвело до того, що більшість співробітників оголосили страйк. У квітні 2012 року Eden почав переговори як спробу відокремлення від Atari через звинувачення, які поширювалися, і її співробітників. 29 січня 2013 року студія подала позов про ліквідацію в судовому порядку.
31 жовтня 2013 року, під впливом колишніх співробітників і за фінансування ID Invest і Monster Capital, Eden Games знову відкрилася як незалежна студія розробки ігор без будь-якої участі Atari. Потім компанія випустила свою першу гру, GT Spirit, на Apple TV у грудні 2015 року. Пізніше гру було продовжено Gear.Club і двома версіями Nintendo Switch — Gear.Club Unlimited і Gear.Club Unlimited 2.
11 серпня 2017 року компанія Millennial Esports придбала 82,5 % акцій ліонського розробника за 9 млн євро (10,5 млн доларів США). Процес придбання акцій планувалося завершити під кінець жовтня 2017 року. Згодом Esports матиме право докупити іншу частину акцій за $2,15 млн.

## Ігри Eden Games
| Дата випуску | Назва                                     | Платформа                                                      |
| ------------ | ----------------------------------------- | -------------------------------------------------------------- |
| 1997         | V-Rally                                   | PlayStation                                                    |
| 1999         | V-Rally 2                                 | PlayStation                                                    |
| 2000         | Need for Speed: Porsche Unleashed         | Microsoft Windows, PlayStation                                 |
| 2002         | V-Rally 3                                 | Microsoft Windows, PlayStation, Dreamcast                      |
| 2003         | Kya: Dark Lineage                         | Microsoft Windows, PlayStation 2                               |
| 2004         | Titeuf : Mega Compet                      | PlayStation 2, Microsoft Windows                               |
| 2006         | Test Drive Unlimited                      | PlayStation 2, Xbox 360, Microsoft Windows                     |
| 2008         | Alone in the Dark                         | PlayStation 3, Xbox 360, Microsoft Windows                     |
| 2011         | Test Drive Unlimited II                   | PlayStation 3, Xbox 360, Microsoft Windows                     |
| 2015         | GT Spirit                                 | Apple TV                                                       |
| 2016         | Gear.Club                                 | iOS, Android                                                   |
| 2017         | Gear.Club Unlimited                       | Nintendo Switch                                                |
| 2018         | Gear.Club Unlimited 2                     | Nintendo Switch                                                |
| 2018         | F1 Mobile Racing                          | iOS, Android                                                   |
| 2019         | Gear.Club Unlimited 2: Porsche Edition    | Nintendo Switch                                                |
| 2020         | Gear.Club Unlimited 2: Tracks Edition     | Nintendo Switch                                                |
| 2021         | Gear.Club Unlimited 2: Definitive Edition | Nintendo Switch                                                |
| 2021         | Gear.Club Unlimited 2: Ultimate Edition   | PlayStation 4, Xbox One, PlayStation 5, Xbox Series X/S, Steam |
| 2022         | Gear.Club Stradale                        | Apple Arcade                                                   |
| 2022         | Smurfs Kart                               | Nintendo Switch                                                |